# Козлівка (Кальміуський район)
Козлі́вка — село Новоазовської міської громади Кальміуського району Донецької області, Україна. Відстань до райцентру становить близько 7 км і проходить автошляхом Т 0508.
За спогадами старожилів село засноване 1798 р.
Унаслідок російської військової агресії із серпня 2014 р. Козлівка перебуває на тимчасово окупованій території.
Біля села в річку Грузький Єланчик впадає Харцизька.

## Населення
За даними перепису 2001 року населення села становило 114 осіб, із них 47,37 % зазначили рідною мову українську та 46,38 % — російську.